# Murininae
Sous-famille
Murininae est une sous-famille de chauves-souris de la famille des Vespertilionidae.

## Liste des genres
Selon BioLib (20 mars 2019) :
- genre Harpiocephalus Gray, 1842
- genre Harpiola Thomas, 1915
- genre Murina Gray, 1842

## Publication originale
(en) Gerrit Smith Miller, Jr, « The Families and Genera of Bats », Smithsonian Institution United Sates National Museum, Washington, vol. 57,‎ 29 juin 1907, p. 1-282 (lire en ligne, consulté le 20 mars 2019). 